# District de Petrograd
Le District de Petrogradsky est l'un des 18 raïons administratifs de Saint-Pétersbourg, situé sur plusieurs îles dans la partie nord et nord-ouest sur le delta de la Neva. Le district est divisé en six arrondissements : Vvedenski, Kronverkskoïe, Possadski, Aptekarski ostrov, Petrovski et Tchkalovskoïe.

## Lieux remarquables
- L'Île Petrovsky avec son stade et son parc.
- Perspective Bolchoï, une grande avenue située dans le quartier.
- Place d'Autriche, place en octogone de style Art nouveau, à l'intersection de Kamennoostrovsky Prospekt avec la rue Mira, construite par Wilhelm Schaub.